# Theater Bellevue

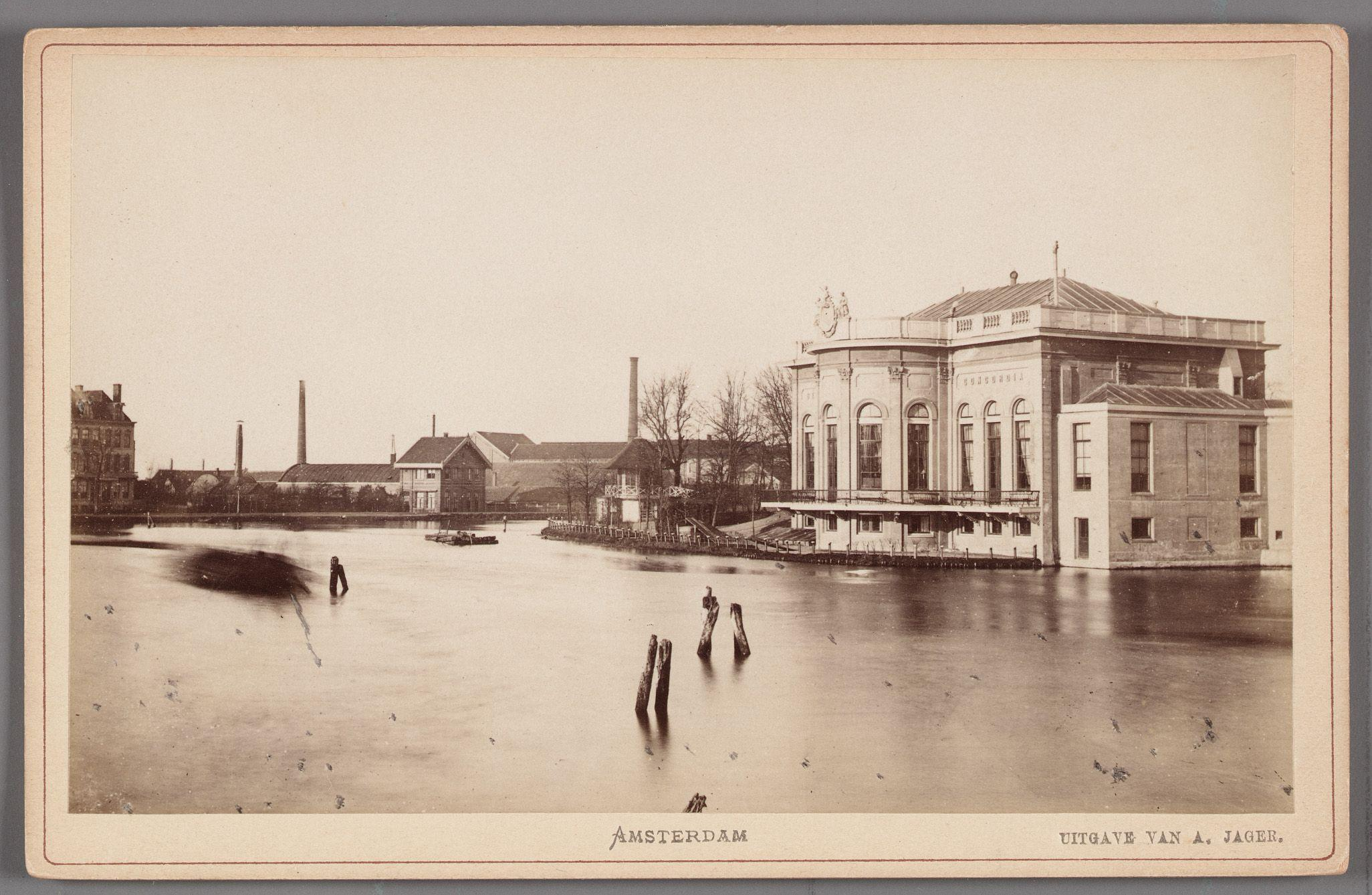
Theater Bellevue, um 1868

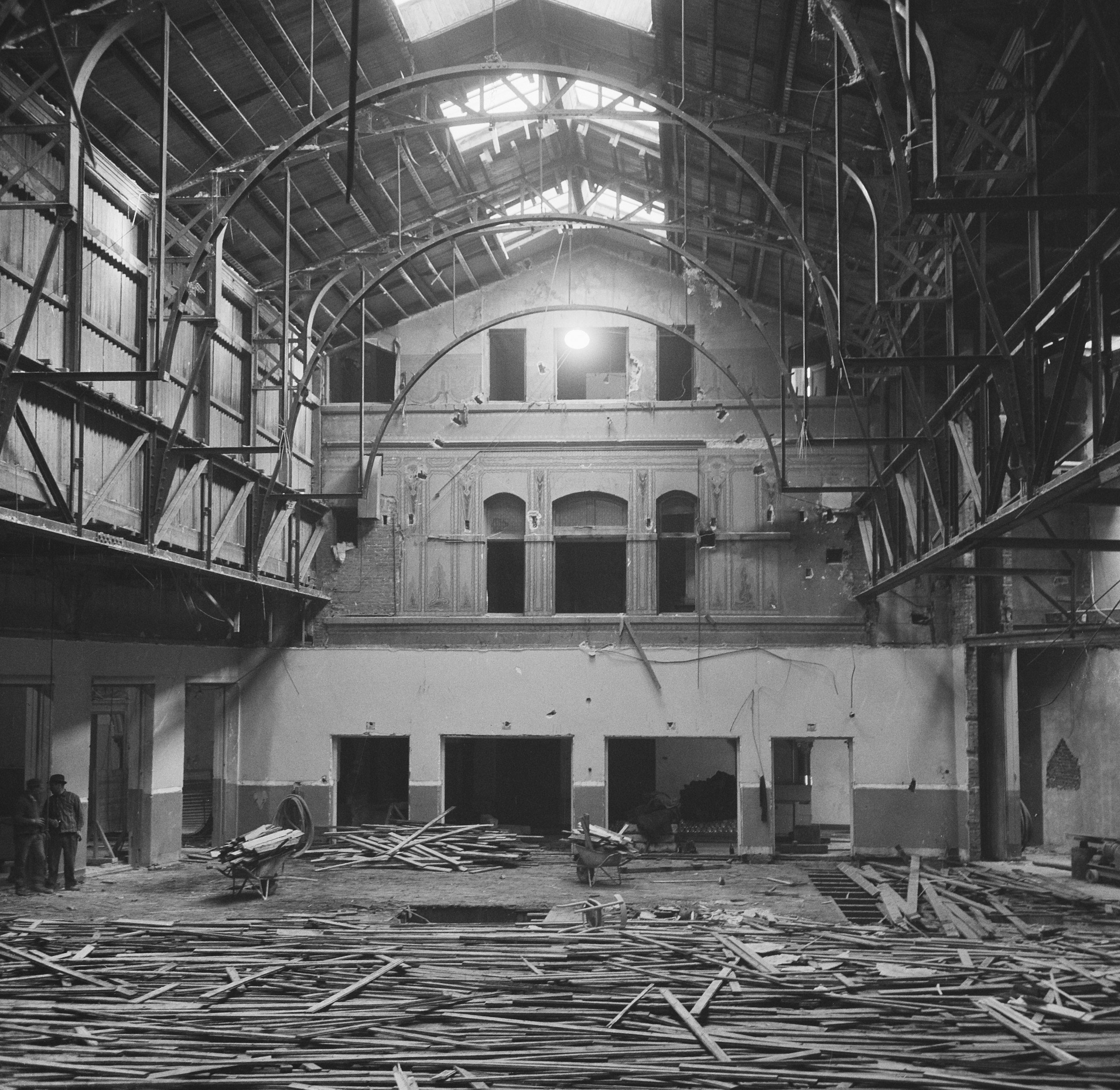
Umbau des Bellevue zu einem Fernsehstudio, 1965

Theater Bellevue ist ein Theater mit drei Sälen an der Leidsekade in Amsterdam.

## Geschichte
In den 1820er Jahren stand an der Stelle des heutigen Theaters eine von Bäumen umsäumte Villa, erbaut im neoklassizistischen Stil. Sie war der Versammlungsort des 1823 gegründeten Gesellschaftsklubs Concordia (für Männer) und Bellevue (für Frauen und Kinder). Der erste Vorsitzende der Sociëteit Bellevue war der Schriftsteller Jacob van Lennep. Die Villa, direkt am Wasser gelegen (die Leidsekade wurde kurz vor 1879 angelegt), wurde abgebrochen und 1840 das neue Gebäude errichtet, welches heute das Theater Bellevue bildet. 1867 wurde das Haus vergrößert. Hierfür wurde weiteres Fundament in die Singelgracht aufgeschüttet.
Im Jahr 1883 ging das Gebäude in den Besitz eines Herrn Stroucken über und wurde in „Maison Stroucken“ umbenannt. Zu dieser Zeit war das Gebäude vor allem als Versammlungsstätte bekannt. Viele große Politiker der damaligen Zeit, darunter Ferdinand Domela Nieuwenhuis, hielten hier ihre Reden vor ihren Wählern. Im Jahr 1899 wurde der alte Name Bellevue wiederhergestellt. Unter dem Direktor Willem van Rijn wurde das Bellevue zum Zentrum des Amsterdamer Vereinslebens. Hier fanden Theateraufführungen (mit anschließenden Bällen), Sommerkonzerte, Boxkämpfe, Examen, Schulfeste und auch immer wieder Parteiversammlungen statt.
Bei Ausbruch des Ersten Weltkriegs beanspruchte die Armee das Bellevue 1914 für ein Jahr als Durchgangskaserne.
Im Theater Bellevue wurde auch die Schachweltmeisterschaft 1935 entschieden, bei der Max Euwe als 5. Schachweltmeister hervorging.

## Theaterumbau
Im Jahr 1938 fand eine umfassende Renovierung statt. Das Bellevue wurde zu einem Vergnügungszentrum mit fünf Sälen (die bis in die Marnixstraat reichen) und einem Restaurant („Paloni“). Damals war der Slogan „Bellevue alle zalen!“ („Bellevue - alle Säle!“) als Synonym für ein großes Fest, auch wenn die Veranstaltung woanders stattfand.
1947 wurde auf der Rückseite, an der Marnixstraat, das Theater De la Mar, später Nieuwe de la Mar in einer ehemaligen Schule eingerichtet. In den 1960er Jahren wurde es mit zwei weiteren Sälen mit dem Theater Bellevue zu einem Großkino unter dem Namen „Bellevue/Cinerama“ verbunden. Der Eingang auf der Singelgrachtseite wurde verschlossen, sodass der Zutritt nur noch von der Marnixstraat aus möglich war.
1965 baute die „Nederlandse Televisie Stichting“ (NTS) (Vorgänger der Nederlandse Omroep Stichting (NOS)) die Theatersäle an der Leidsekade zu Fernsehstudios um. Ab dem 22. September 1970 bis 1986 wurde hier die populäre Musiksendung AVRO’s Toppop aufgezeichnet.
1975 übertrug die Stadt Amsterdam das Gebäude an der Leidsekade an die Toneelgroep Centrum, wodurch das Bellevue zu einem Bestandteil der niederländischen Theatergeschichte der Nachkriegszeit wurde. Ab 1987 gehörte das Bellevue zum Theaterverbundes Bellevue/Nieuwe de la Mar. 1997 wurde das Theater erneut einer umfassenden Renovierung unterzogen, bei der unter anderem der Große Saal (Grote Zaal) erweitert und die Technik renoviert wurden. Auch der Eingang, die Halle, die Garderobe und der Kleine Saal (später „Klein Bellevue“ genannt) wurden renoviert.
Bis 2006 wurden in dem Komplex, bestehend aus Studios, Theatersäle und Kinos Filme gezeigt. Am 1. Januar 2006 wechselte das Delamar den Besitzer (VandenEnde Foundation) und wurde umgebaut. Seitdem besteht dass Theater Bellevue wieder als eigenständiger Veranstaltungsort. Die letzten Filme vor dem Umbau an der Marnixstraat zum neuen Delamar-Komplex – und der Trennung vom Theater Bellevue –, waren Sky Over Holland und Cinema Paradiso.
Das im Haus eingepachtete Café wurde 2013 vom Theater in eigener Regie übernommen. Dessen Name De Smoeshaan ist einem Werk Plautus’ entnommen: Der Großsprecher (Miles gloriosus). (Als Produktion der Toneelgroep Centrum wurde es 1968 als unmoralisch eingestuft und in Haarlem mit einem Aufführungsverbot belegt.)

## Programm
Das Theater Bellevue arbeitet eng mit verschiedenen Theatergesellschaften und Theatermachern zusammen, so mit Mugmetdegoudentand, Toneelschuur Producties, Golden Palace, De Toneelmakerij, De Hollanders, Orkater und Jakop Ahlbom.
Im Grote Zaal werden vornehmlich Aufführungen in Theaters, Musiktheater, Moderner Tanz, Pantomime, Jugend- und Puppentheater gegeben. Das Klein Bellevue ist das Sprungbrett für Talente des Kabaretts- und der Kleinkunst. Seit über 25 Jahren werden speziell für den Paloni-Saal Mittagsvorstellungen produziert. Neben den eigenen Produktionen werden hier auch regelmäßig Aufführungen von anderen Unternehmen und Produzenten gezeigt.
Theater Bellevue bringt daneben eine Anzahl regelmäßig wiederkehrender Aufführungen, so BIES (die kabarettistischen Probe und Voraufführungen), die Talkshow, Fluisterende olifanten (Flüsternde Elefanten), Het Nieuwe Lied (niederländischsprachige Musik), Nachtgasten (Improvisationstheater) und Tekstsmederij (neue niederländische Theatertexte). Zusammen mit dem Theater Ostade A’dam und dem Jeugdtheater De Krakeling organisierte das Theater Bellevue das jährliche Pop Arts Festival (Puppentheater). Das Theater nimmt auch an einigen Festivals teil, wie zum Beispiel dem Holland Festival, Nederlands Theater Festival, Amsterdam Fringe Festival und dem Julidans.

## Maße
Die Bühne im Grote Zaal ist ebenerdig und hat eine Breite von 15 m sowie eine Tiefe von 11 m ab Bestuhlung. Es gibt eine Hinterbühne von 8 m Breite und 6 m Tiefe. Die Höhe bis zu den Lampen beträgt fast 6 m. Die Tribune steigt auf 2 Meter an. Der Kleine Saal verfügt über eine Bühne, die aus einem um 50 cm erhöhten Podium besteht. Dieses Podium ist 9 m breit und 5,50 m tief und hat eine Höhe von lediglich 2 Metern. Im Saal befindet sich ein Getränkeausschank. Der dritte Raum, der Paloni-Saal ist 17 m lang, wovon die ebenerdige Bühne eine Breite von 11 m vorne und 5 m an ihrem gerundeten Ende hat.